# 水道町 (台北市)
水道町（すいどうちょう）は、日本統治時代の台湾における台北市の行政区画。おおよそ台北市の南端にあり、富田町に西に位置した。上水道の供給施設が設置されたことに由来する。新店渓に隣接しており、現在の水源路、羅斯福路（ルーズベルト路）三段、四段、温州街、龍泉街の一部が水道町に含まれる。

## 町内の施設
- 新店線水源地乗降場
- 台北水道水源地（現在の自来水園区）
- 川端公園（中国語版）（現在の児童交通博物館、古亭河浜公園、蛍橋国中、国防部軍備局、三軍総医院汀州院区、台湾大学水源校区）
  - 川端競馬場